# Duc de Grafton
Le titre de duc de Grafton a été créé en 1675 par Charles II d'Angleterre pour son deuxième fils illégitime, Henri FitzRoy qu'il avait eu avec Barbara Palmer, 1re duchesse de Cleveland. Le plus célèbre des ducs de Grafton est très certainement Augustus FitzRoy, 3e duc de Grafton, qui fut Premier ministre de Grande-Bretagne (1768-1770).
Le duc tient trois titres subsidiaires (tous créés en 1672 dans la Pairie d'Angleterre) de comte d'Euston, vicomte Ipswich et baron Sudbury. Le fils aîné du duc et héritier apparent utilise le titre de courtoisie de comte d'Euston.
Le fief familial est Euston Hall dans le Suffolk.

## Histoire du titre
Le titre est créé en 1675 par Charles II d'Angleterre pour le deuxième fils illégitime qu'il eut de Barbara Palmer, 1re duchesse de Cleveland, Henri FitzRoy, qu'il avait déjà fait comte d'Euston trois ans plus tôt.

## Ducs de Grafton

### Première création (1675)

Blason de Henri FitzRoy (1663-1690), 1er duc de Grafton

- 1675-1690 – 1er : Henri FitzRoy (1663-1690), 1er comte d'Euston ;
- 1690-1757 – 2e : Charles FitzRoy (1683-1757). Fils du précédent ;
- 1757-1811 – 3e : Auguste Henri FitzRoy (1735-1811), Premier Ministre de Grande-Bretagne. Petit-fils du précédent ;
- 1811-1844 – 4e : George Henri FitzRoy (1760-1844). Fils du précédent ;
- 1844-1863 – 5e : Henry FitzRoy (1790-1863). Fils du précédent ;
- 1863-1882 – 6e : Guillaume Henri FitzRoy (1819-1882). Fils du précédent ;
- 1882-1918 – 7e : Auguste Charles Lennox FitzRoy (1821-1918). Frère du précédent ;
- 1918-1930 – 8e : Alfred Guillaume Maitland FitzRoy (1850-1930). Fils du précédent ;
- 1930-1936 – 9e : Jean Charles Guillaume FitzRoy (1914-1936). Mort dans un accident d'automobile. Petit-fils du précédent ;
- 1936-1970 – 10e : Charles Alfred Euston FitzRoy (1892-1970). Neveu du 8e duc ;
- 1970-2011 – 11e : Hugues Denis Charles FitzRoy (1919-2011). Fils du précédent ;
- Depuis 2011 – 12e : Henry Oliver Charles FitzRoy (né en 1978). Petit-fils du précédent ;

- héritier apparent : Alfred James Charles FitzRoy, comte d’Euston (né en 2012), fils du titulaire.

## Sources
- Duché de Grafton sur www.heraldique-europeenne.org,